# Medetera toxopeusi
Medetera toxopeusi är en tvåvingeart som beskrevs av Octave Parent 1932. Medetera toxopeusi ingår i släktet Medetera och familjen styltflugor. Inga underarter finns listade i Catalogue of Life.